# Andrej Briški
Andrej Briški, slovenski geograf, profesor, ekonomist, politik in diplomat, * 1930, Šentvid nad Ljubljano.
Igral je pomembno vlogo v takratni jugoslovanski in pozneje slovenski politiki, urbanizmu in prostorskem planiranju. Najprej je bil zaposlen na gimnaziji Stična, vendar se je kmalu zaposlil na Projektivnem ateljeju v Ljubljani, kasneje pa na takratnem Zavodu za planiranje (kasneje Urad za makroekonomske analize in razvoj) ter Ministrstvu za razvoj. Tam je deloval do upokojitve leta 2001.